# Sint-Lambertuskerk (Etten-Leur)
De Sint-Lambertuskerk is een neogotische kruisbasiliek in het centrum van Etten.
De Sint-Lambertuskerk is een driebeukige kruisbasiliek met kerktoren uit 1877. De kerk is in 1878 ingewijd. De architect was P.J. van Genk. Het is een Rijksmonument.
Voor de kerk staat het Heilig Hartbeeld uit 1926.